# Сім сестер (водоспад)
Сім сестер (норв. De syv søstrene) — водоспад у фюльке Мере-ог-Ромсдал в південно-західній частині Норвегії.
Водоспад складається із семи окремих потоків. Його максимальна висота становить 410 м, висота найбільшого каскаду 250 метрів. Максимальна ширина — 223 м. Довжина в горизонтальній площині — 213 м. Водоспад розташований на фіорді Гейрангерфіорд, навпроти водоспаду «Наречений» (норв. Friaren, Friarfossen, 275 м).